# Liste der Naturdenkmale in Ittlingen
| Naturdenkmale | Anzahl |
| ------------- | ------ |
| FND           | 0      |
| END           | 5      |
| Gesamt        | 5      |

Die Liste der Naturdenkmale in Ittlingen nennt die verordneten Naturdenkmale (ND) der im baden-württembergischen Landkreis Heilbronn liegenden Gemeinde Ittlingen. In Ittlingen gibt es insgesamt fünf als Naturdenkmal geschützte Objekte, keines ist ein flächenhaftes Naturdenkmal (FND), alle sind Einzelgebilde-Naturdenkmale (END).
Stand: 31. Oktober 2016.

## Einzelgebilde (END)
| Name                     | Bild | Kennung     | Einzelheiten | Position | Fläche Hektar | Datum         |
| ------------------------ | ---- | ----------- | ------------ | -------- | ------------- | ------------- |
| 1 Eiche                  |      | 81250470001 | Ittlingen    | ⊙        | 0,0           | 18. Juli 1986 |
| 1 Linde                  |      | 81250470005 | Ittlingen    | ⊙        | 0,0           | 18. Juli 1986 |
| 1 Mostbirnbaum           |      | 81250470002 | Ittlingen    | ⊙        | 0,0           | 18. Juli 1986 |
| 1 Mostbirnbaum           |      | 81250470003 | Ittlingen    | ⊙        | 0,0           | 18. Juli 1986 |
| 1 Rosskastanie           |      | 81250470004 | Ittlingen    | ⊙        | 0,0           | 18. Juli 1986 |
| Legende für Naturdenkmal |      |             |              |          |               |               |